# 2015-ös leóni műugró-Grand Prix-verseny
A Nemzetközi Úszószövetség (FINA) 2015-ben a 21. alkalommal rendezte meg április 2. és április 5. között a műugró-Grand Prix-versenysorozatot, melynek második állomása a mexikói León volt.

## Eredmények

### Éremtáblázat
| #        | nemzet        | arany | ezüst | bronz | összesen |
| 1        | Kína          | 5     | 2     | 1     | 8        |
| 2        | Mexikó        | 5     | 1     | 3     | 9        |
| 3        | Németország   | 0     | 2     | 2     | 4        |
| 4        | Ausztrália    | 0     | 1     | 1     | 2        |
| 4        | Olaszország   | 0     | 1     | 1     | 2        |
| 4        | USA           | 0     | 1     | 1     | 2        |
| 7        | Franciaország | 0     | 1     | 0     | 1        |
| 7        | Lengyelország | 0     | 1     | 0     | 1        |
| 9        | Brazília      | 0     | 0     | 1     | 1        |
| összesen | összesen      | 10    | 10    | 10    | 30       |

### Éremszerzők
| versenyszám          | arany                                                 | ezüst                             | bronz                                             |
| férfiak              |                                                       |                                   |                                                   |
| 3 m                  | Jahir Ocampo Marroquín                                | Peng Csien-feng (Peng Jianfeng)   | Martin Wolfram                                    |
| 3 m szinkron         | Jonathan Ruvalcaba / Carlos Moreno Arellano           | Andrzej Rzeszutek / Kacper Lesiak | Martin Wolfram / Sascha Klein                     |
| 10 m                 | Jonathan Ruvalcaba                                    | Huang Po-ven (Huang Bowen)        | Domonic Bedggood                                  |
| 10 m szinkron        | Vang An-csi (Wang Anqi) / Huang Po-ven (Huang Bowen)  | Dominik Stein / Timo Barthel      | Jonathan Ruvalcaba / Juan Celaya                  |
| nők                  |                                                       |                                   |                                                   |
| 3 m                  | Vu Csun-ting (Wu Chunting)                            | Dolores Hernández Monzon          | Csü Lin (Qu Lin)                                  |
| 3 m szinkron         | Csü Lin (Qu Lin) / Vu Csun-ting (Wu Chunting)         | Samantha Mills / Esther Qin       | Paola Pineda Vazquez / Carolina Mendoza           |
| 10 m                 | Csi Sze-jü (Ji Siyu)                                  | Laura Marino                      | Bátki Noémi                                       |
| 10 m szinkron        | Gabriela Agundez / Karla Rivas                        | Christina Wassen / Tina Punzel    | Ingrid Oliveira / Giovanna Pedroso                |
| vegyes csapatverseny |                                                       |                                   |                                                   |
| 3 m szinkron         | Liu Ling-zsuj (Liu Lingrui) / Hu Csi-jüan (Hu Qiyuan) | Abby Johnston / Jordan Windle     | Dolores Hernández Monzon / Jahir Ocampo Marroquín |
| 10 m szinkron        | Alejandra Estrella Madrigal / Diego Balleza           | Bátki Noémi / Maicol Verzotto     | Delaney Schnell / Toby Stanley                    |

## A versenyen részt vevő nemzetek
A Grand Prix-n 19 nemzet 91 sportolója – 46 férfi és 45 nő – vett részt, az alábbi megbontásban:
| Részt vevő nemzetek férfi / nő megbontásban | Részt vevő nemzetek férfi / nő megbontásban | Részt vevő nemzetek férfi / nő megbontásban | Részt vevő nemzetek férfi / nő megbontásban | Részt vevő nemzetek férfi / nő megbontásban | Részt vevő nemzetek férfi / nő megbontásban | Részt vevő nemzetek férfi / nő megbontásban | Részt vevő nemzetek férfi / nő megbontásban | Részt vevő nemzetek férfi / nő megbontásban |
| ------------------------------------------- | ------------------------------------------- | ------------------------------------------- | ------------------------------------------- | ------------------------------------------- | ------------------------------------------- | ------------------------------------------- | ------------------------------------------- | ------------------------------------------- |
| nemzet                                      | F                                           | N                                           | nemzet                                      | F                                           | N                                           | nemzet                                      | F                                           | N                                           |
| Ausztria                                    | 1                                           | 0                                           | Hollandia                                   | 0                                           | 2                                           | Németország                                 | 5                                           | 5                                           |
| Ausztrália                                  | 2                                           | 3                                           | Japán                                       | 0                                           | 3                                           | Olaszország                                 | 2                                           | 2                                           |
| Brazília                                    | 3                                           | 5                                           | Kanada                                      | 2                                           | 0                                           | Puerto Rico                                 | 1                                           | 2                                           |
| Chile                                       | 2                                           | 2                                           | Kína                                        | 6                                           | 4                                           | Új-Zéland                                   | 1                                           | 0                                           |
| Franciaország                               | 3                                           | 1                                           | Kolumbia                                    | 3                                           | 3                                           | USA                                         | 4                                           | 5                                           |
| Görögország                                 | 1                                           | 0                                           | Lengyelország                               | 2                                           | 0                                           |                                             |                                             |                                             |
| Grúzia                                      | 2                                           | 0                                           | Mexikó                                      | 6                                           | 8                                           |                                             |                                             |                                             |

F = férfi, N = nő

## Versenyszámok

### Férfiak

#### 3 méteres műugrás
| #  | Ország        | Név                              | Selejtező | Selejtező | Középdöntő | Középdöntő | Középdöntő | Középdöntő | Döntő   | Döntő  |
| #  | Ország        | Név                              | Selejtező | Selejtező | A          | A          | B          | B          | Döntő   | Döntő  |
| #  | Ország        | Név                              | Rangsor   | Pontok    | Rangsor    | Pontok     | Rangsor    | Pontok     | Rangsor | Pontok |
| -- | ------------- | -------------------------------- | --------- | --------- | ---------- | ---------- | ---------- | ---------- | ------- | ------ |
|    | Mexikó        | Jahir Ocampo Marroquín           | 3         | 426,85    |            |            | 2          | 451,95     | 1       | 498,25 |
|    | Kína          | Peng Csien-feng (Peng Jianfeng)  | 1         | 487,70    |            |            | 1          | 456,30     | 2       | 486,45 |
|    | Németország   | Martin Wolfram                   | 2         | 434,25    | 2          | 446,30     |            |            | 3       | 448,55 |
| 4  | Lengyelország | Andrzej Rzeszutek                | 7         | 384,10    |            |            | 4          | 443,35     | 4       | 431,60 |
| 5  | Brazília      | César Castro                     | 6         | 401,85    | 3          | 426,20     |            |            | 5       | 426,80 |
| 6  | USA           | Troy Dumais                      | 4         | 422,95    | 1          | 449,10     |            |            | 6       | 422,30 |
|    |               |                                  |           |           |            |            |            |            |         |        |
| 7  | Ausztria      | Constantin Blaha                 | 11        | 374,35    |            |            | 3          | 433,70     |         |        |
| 8  | Kína          | Csen Zsung-csüan (Chen Rongquan) | 5         | 418,25    |            |            | 5          | 422,55     |         |        |
| 9  | Ausztrália    | Grant Nel                        | 8         | 383,30    | 4          | 418,05     |            |            |         |        |
| 10 | Görögország   | Sztefanosz Paparunasz            | 9         | 381,90    |            |            | 6          | 401,55     |         |        |
| 11 | Kanada        | Marc Sabourin-Germain            | 10        | 377,90    | 5          | 377,65     |            |            |         |        |
| 12 | Mexikó        | Jonathan Ruvalcaba               | 12        | 368,60    | 6          | 366,05     |            |            |         |        |
|    |               |                                  |           |           |            |            |            |            |         |        |
| 13 | Kolumbia      | Sebastián Villa Castañeda        | 13        | 363,60    |            |            |            |            |         |        |
| 14 | Grúzia        | Chola Chanturia                  | 14        | 359,40    |            |            |            |            |         |        |
| 15 | Brazília      | Ian Carlos Matos                 | 15        | 344,40    |            |            |            |            |         |        |
| 16 | Új-Zéland     | Liam Stone                       | 16        | 340,55    |            |            |            |            |         |        |
| 17 | Kolumbia      | Sebastián Morales Mendoza        | 17        | 339,75    |            |            |            |            |         |        |
| 18 | Mexikó        | Julio Rodríguez                  | 18        | 336,90    |            |            |            |            |         |        |
| 19 | Lengyelország | Kacper Lesiak                    | 19        | 336,80    |            |            |            |            |         |        |
| 20 | Olaszország   | Andrea Chiarabini                | 20        | 333,30    |            |            |            |            |         |        |
| 21 | Németország   | Oliver Homuth                    | 21        | 308,75    |            |            |            |            |         |        |
| 22 | Chile         | Donato Neglia                    | 22        | 297,95    |            |            |            |            |         |        |
| 23 | Franciaország | Alexis Jandard                   | 23        | 283,75    |            |            |            |            |         |        |
| 24 | Franciaország | Gwendal Bisch                    | 24        | 255,65    |            |            |            |            |         |        |
| 25 | Grúzia        | Aleksandre Gujabidze             | 25        | 242,80    |            |            |            |            |         |        |

#### 3 méteres szinkronugrás
| # | Ország        | Név                                                             | Pontok |
| - | ------------- | --------------------------------------------------------------- | ------ |
|   | Mexikó        | Jonathan Ruvalcaba / Carlos Moreno Arellano                     | 396,54 |
|   | Lengyelország | Andrzej Rzeszutek / Kacper Lesiak                               | 379,53 |
|   | Németország   | Martin Wolfram / Sascha Klein                                   | 364,89 |
| 4 | Kína          | Csen Zsung-csüan (Chen Rongquan) / Csung Jü-ming (Zhong Yuming) | 355,35 |
| 5 | Kolumbia      | Sebastián Villa Castañeda / Sebastián Morales Mendoza           | 354,84 |
| 6 | Brazília      | Ian Carlos Matos / Luiz Felipe Outerelo                         | 322,65 |
| 7 | Grúzia        | Aleksandre Gujabizde / Chola Chanturia                          | 294,69 |

#### 10 méteres toronyugrás
| #  | Ország        | Név                        | Selejtező | Selejtező | Középdöntő | Középdöntő | Középdöntő | Középdöntő | Döntő   | Döntő  |
| #  | Ország        | Név                        | Selejtező | Selejtező | A          | A          | B          | B          | Döntő   | Döntő  |
| #  | Ország        | Név                        | Rangsor   | Pontok    | Rangsor    | Pontok     | Rangsor    | Pontok     | Rangsor | Pontok |
| -- | ------------- | -------------------------- | --------- | --------- | ---------- | ---------- | ---------- | ---------- | ------- | ------ |
|    | Mexikó        | Jonathan Ruvalcaba         | 7         | 405,25    |            |            | 1          | 460,90     | 1       | 472,85 |
|    | Kína          | Huang Po-ven (Huang Bowen) | 6         | 416,85    | 1          | 403,40     |            |            | 2       | 465,75 |
|    | Ausztrália    | Domonic Bedggood           | 2         | 463,00    | 2          | 398,15     |            |            | 3       | 435,00 |
| 4  | Mexikó        | Diego Balleza              | 1         | 467,45    |            |            | 2          | 458,80     | 4       | 430,85 |
| 5  | Kína          | Vang An-csi (Wang Anqi)    | 3         | 459,95    |            |            | 3          | 427,75     | 5       | 405,70 |
| 6  | Németország   | Timo Barthel               | 10        | 373,45    | 4          | 379,80     |            |            | 6       | 405,00 |
|    |               |                            |           |           |            |            |            |            |         |        |
| 7  | Kanada        | Maxim Bouchard             | 8         | 387,15    | 3          | 397,15     |            |            |         |        |
| 8  | Kolumbia      | Kevin Garcia               | 11        | 365,40    |            |            | 4          | 381,35     |         |        |
| 9  | USA           | Brandon Loschiavo          | 5         | 431,60    |            |            | 5          | 377,70     |         |        |
| 10 | Olaszország   | Maicol Verzotto            | 9         | 374,25    |            |            | 6          | 362,35     |         |        |
| 11 | Kolumbia      | Sebastián Villa Castañeda  | 4         | 444,30    | 5          | 361,95     |            |            |         |        |
| 12 | Franciaország | Alexis Jandard             | 12        | 365,05    | 6          | 360,05     |            |            |         |        |
|    |               |                            |           |           |            |            |            |            |         |        |
| 13 | USA           | Toby Stanley               | 13        | 359,35    |            |            |            |            |         |        |
| 14 | Németország   | Dominik Stein              | 14        | 350,75    |            |            |            |            |         |        |
| 15 | Puerto Rico   | Rafael Quintero            | 15        | 314,70    |            |            |            |            |         |        |
| 16 | Mexikó        | Juan Celaya                | 16        | 300,90    |            |            |            |            |         |        |
| 17 | Franciaország | Aurelien Bonnaud           | 17        | 279,65    |            |            |            |            |         |        |
| 18 | Chile         | Vladimir Badilla           | 18        | 232,00    |            |            |            |            |         |        |

#### 10 méteres szinkronugrás
| # | Ország      | Név                                                  | Pontok |
| - | ----------- | ---------------------------------------------------- | ------ |
|   | Kína        | Vang An-csi (Wang Anqi) / Huang Po-ven (Huang Bowen) | 406,17 |
|   | Németország | Dominik Stein / Timo Barthel                         | 373,29 |
|   | Mexikó      | Jonathan Ruvalcaba / Juan Celaya                     | 356,88 |

### Nők

#### 3 méteres műugrás
| #  | Ország      | Név                        | Selejtező | Selejtező | Középdöntő | Középdöntő | Középdöntő | Középdöntő | Döntő   | Döntő  |
| #  | Ország      | Név                        | Selejtező | Selejtező | A          | A          | B          | B          | Döntő   | Döntő  |
| #  | Ország      | Név                        | Rangsor   | Pontok    | Rangsor    | Pontok     | Rangsor    | Pontok     | Rangsor | Pontok |
| -- | ----------- | -------------------------- | --------- | --------- | ---------- | ---------- | ---------- | ---------- | ------- | ------ |
|    | Kína        | Vu Csun-ting (Wu Chunting) | 5         | 333,80    |            |            | 1          | 342,85     | 1       | 338,25 |
|    | Mexikó      | Dolores Hernández Monzon   | 6         | 310,60    | 2          | 333,60     |            |            | 2       | 326,15 |
|    | Kína        | Csü Lin (Qu Lin)           | 7         | 306,20    | 1          | 345,65     |            |            | 3       | 326,10 |
| 4  | Hollandia   | Uschi Freitag              | 2         | 283,80    | 3          | 308,10     |            |            | 4       | 314,00 |
| 5  | Németország | Nora Subschinski           | 1         | 308,00    |            |            | 3          | 289,90     | 5       | 298,80 |
| 6  | Mexikó      | Paola Pineda Vazquez       | 8         | 300,60    |            |            | 2          | 293,75     | 6       | 297,30 |
|    |             |                            |           |           |            |            |            |            |         |        |
| 7  | Ausztrália  | Samantha Mills             | 12        | 256,10    | 4          | 300,35     |            |            |         |        |
| 8  | USA         | Laura Ryan                 | 9         | 287,95    | 5          | 294,40     |            |            |         |        |
| 9  | USA         | Ariel Rittenhouse          | 10        | 283,85    |            |            | 4          | 289,85     |         |        |
| 10 | Hollandia   | Inge Jansen                | 4         | 270,50    | 6          | 279,70     |            |            |         |        |
| 11 | Németország | Christina Wassen           | 3         | 278,70    |            |            | 5          | 261,40     |         |        |
| 12 | Kolumbia    | Diana Pineda               | 11        | 267,50    |            |            | 6          | 251,30     |         |        |
|    |             |                            |           |           |            |            |            |            |         |        |
| 13 | Mexikó      | Arantxa Chavez             | 13        | 294,45    |            |            |            |            |         |        |
| 14 | Mexikó      | Melani Hernandez Torres    | 14        | 279,50    |            |            |            |            |         |        |
| 15 | Brazília    | Juliana Veloso             | 15        | 248,40    |            |            |            |            |         |        |
| 16 | Ausztrália  | Esther Qin                 | 16        | 247,70    |            |            |            |            |         |        |
| 17 | Puerto Rico | Luisa Jiménez              | 17        | 245,40    |            |            |            |            |         |        |
| 18 | Puerto Rico | Jeniffer Fernández         | 18        | 224,35    |            |            |            |            |         |        |
| 19 | Brazília    | Tammy Galera               | 19        | 218,80    |            |            |            |            |         |        |
| 20 | Olaszország | Elena Bertocchi            | 20        | 210,60    |            |            |            |            |         |        |
| 21 | Japán       | Mabucsi Juka               | 21        | 190,05    |            |            |            |            |         |        |
| 22 | Chile       | Paula Sotomayor            | 22        | 187,55    |            |            |            |            |         |        |
| 23 | Chile       | Mayte Salinas              | 23        | 147,00    |            |            |            |            |         |        |
| 24 | Kolumbia    | Manuela Ríos               | 24        | 108,90    |            |            |            |            |         |        |

#### 3 méteres szinkronugrás
| #  | Ország      | Név                                           | Pontok |
| -- | ----------- | --------------------------------------------- | ------ |
|    | Kína        | Csü Lin (Qu Lin) / Vu Csun-ting (Wu Chunting) | 312,30 |
|    | Ausztrália  | Samantha Mills / Esther Qin                   | 290,40 |
|    | Mexikó      | Paola Pineda Vazquez / Carolina Mendoza       | 286,86 |
| 4  | Mexikó      | Arantxa Chavez / Melani Hernandez Torres      | 284,64 |
| 5  | USA         | Abby Johnston / Laura Ryan                    | 284,10 |
| 6  | Hollandia   | Inge Jansen / Uschi Freitag                   | 273,30 |
| 7  | Németország | Nora Subschinski / Tina Punzel                | 263,70 |
| 8  | Brazília    | Tammy Galera / Juliana Veloso                 | 242,13 |
| 9  | Kolumbia    | Diana Pineda / Manuela Ríos                   | 229,23 |
| 10 | Puerto Rico | Jeniffer Fernández / Luisa Jiménez            | 227,01 |
| 11 | Chile       | Mayte Salinas / Paula Sotomayor               | 178,35 |

#### 10 méteres toronyugrás
| #  | Ország        | Név                         | Selejtező | Selejtező | Középdöntő | Középdöntő | Középdöntő | Középdöntő | Döntő   | Döntő  |
| #  | Ország        | Név                         | Selejtező | Selejtező | A          | A          | B          | B          | Döntő   | Döntő  |
| #  | Ország        | Név                         | Rangsor   | Pontok    | Rangsor    | Pontok     | Rangsor    | Pontok     | Rangsor | Pontok |
| -- | ------------- | --------------------------- | --------- | --------- | ---------- | ---------- | ---------- | ---------- | ------- | ------ |
|    | Kína          | Csi Sze-jü (Ji Siyu)        | 1         | 358,75    |            |            | 2          | 304,35     | 1       | 340,85 |
|    | Franciaország | Laura Marino                | 4         | 307,75    | 1          | 315,85     |            |            | 2       | 324,85 |
|    | Olaszország   | Bátki Noémi                 | 3         | 317,40    |            |            | 1          | 325,60     | 3       | 303,90 |
| 4  | USA           | Victoria Lamp               | 8         | 289,90    | 2          | 309,15     |            |            | 4       | 291,45 |
| 5  | Mexikó        | Alejandra Estrella Madrigal | 6         | 305,35    | 3          | 308,25     |            |            | 5       | 276,75 |
| 6  | Mexikó        | Karla Rivas                 | 5         | 306,30    |            |            | 3          | 292,15     | 6       | 255,55 |
|    |               |                             |           |           |            |            |            |            |         |        |
| 7  | Németország   | Maria Kutjo                 | 11        | 254,40    | 4          | 295,80     |            |            |         |        |
| 8  | Brazília      | Ingrid Oliveira             | 2         | 320,45    | 5          | 293,25     |            |            |         |        |
| 9  | USA           | Delaney Schnell             | 7         | 300,70    |            |            | 4          | 279,40     |         |        |
| 10 | Japán         | Tacumi Fuka                 | 10        | 259,00    | 6          | 255,20     |            |            |         |        |
| 11 | Kolumbia      | Sara Carolina Perez Beltran | 12        | 254,40    |            |            | 5          | 240,15     |         |        |
|    |               |                             |           |           |            |            |            |            |         |        |
| 12 | Ausztrália    | Brittany Broben             | 9         | 271,90    |            |            |            |            |         |        |
| 13 | Mexikó        | Gabriela Agundez            | 13        | 270,05    |            |            |            |            |         |        |
| 14 | Németország   | My Phan                     | 14        | 225,05    |            |            |            |            |         |        |
| 15 | Japán         | Nakagava Mai                | 15        | 218,75    |            |            |            |            |         |        |
| 16 | Brazília      | Andressa Mende              | 16        | 213,85    |            |            |            |            |         |        |

#### 10 méteres szinkronugrás
| # | Ország      | Név                                | Pontok |
| - | ----------- | ---------------------------------- | ------ |
|   | Mexikó      | Gabriela Agundez / Karla Rivas     | 296,40 |
|   | Németország | Christina Wassen / Tina Punzel     | 264,66 |
|   | Brazília    | Ingrid Oliveira / Giovanna Pedroso | 249,90 |

### Vegyes csapatverseny

#### Vegyes 3 méteres szinkronugrás
| # | Ország | Név                                                   | Pontok |
| - | ------ | ----------------------------------------------------- | ------ |
|   | Kína   | Liu Ling-zsuj (Liu Lingrui) / Hu Csi-jüan (Hu Qiyuan) | 277,80 |
|   | USA    | Abby Johnston / Jordan Windle                         | 266,40 |
|   | Mexikó | Dolores Hernández Monzon / Jahir Ocampo Marroquín     | 257,40 |

#### Vegyes 10 méteres szinkronugrás
| # | Ország      | Név                                         | Pontok |
| - | ----------- | ------------------------------------------- | ------ |
|   | Mexikó      | Alejandra Estrella Madrigal / Diego Balleza | 294,60 |
|   | Olaszország | Bátki Noémi / Maicol Verzotto               | 285,06 |
|   | USA         | Delaney Schnell / Toby Stanley              | 272,52 |